# (73565) 4252 P-L
(73565) 4252 P-L – planetoida z pasa głównego asteroid okrążająca Słońce w ciągu 3,07 lat w średniej odległości 2,11 j.a. Odkryta 24 września 1960 roku.